# ベイスプリント
ベイスプリントは、愛知県競馬組合が名古屋競馬場で施行する地方競馬の重賞競走である。正式名称は「スポーツ報知杯 ベイスプリント」。格付けはSPII。

## 概要
2019年までB級条件で行われていたAGI（愛知・岐阜・石川）交流競走にかわり、2020年に「北陸・東海チャンピオンシップ2020」としての3部門（「3歳以上」「3歳以上牝馬」「2歳」）で重賞競走が設定されたが、そのうち3歳以上の条件で新設されたのが本競走である。
第1回は名古屋競馬場ダート1400mで施行された。負担重量は定量。負担重量は2021年に別定に変更された。
2022年からは名古屋競馬場の移転に伴い、ダート920mへ距離が変更される。またこの年はHITスタリオンシリーズに指定された。
2023年よりSPIIに降格となった。また、HITスタリオンシリーズから除外され、施行時期が8月下旬に繰り上がった。

### 条件・賞金（2025年）
出走条件
サラブレッド系3歳以上、東海・北陸（金沢）所属。金沢所属馬の出走枠は4頭以下と定められている。
負担重量
別定。3歳55kg、4歳以上57kg、牝馬2kg減。
賞金
1着600万円、2着210万円、3着120万円、4着90万円、5着60万円、6着以下6万円。
副賞
スポーツ報知賞。

## 歴代優勝馬
2021年までは旧・名古屋競馬場で施行。
| 回数  | 施行日        | 距離  | 優勝馬           | 性齢 | 所属   | タイム | 優勝騎手 | 管理調教師 | 馬主     |
| ----- | ------------- | ----- | ---------------- | ---- | ------ | ------ | -------- | ---------- | -------- |
| 第1回 | 2020年10月1日 | 1400m | ウラガーノ       | 牝6  | 笠松   | 1:29.3 | 筒井勇介 | 田口輝彦   | 吉田勝利 |
| 第2回 | 2021年9月30日 | 1400m | ナムラマホーホ   | 牡4  | 名古屋 | 1:28.8 | 岡部誠   | 藤ヶ崎一人 | 北澤信   |
| 第3回 | 2022年9月15日 | 920m  | エッシャー       | 騸8  | 名古屋 | 56.0   | 宮下瞳   | 瀬戸口悟   | 小橋亮太 |
| 第4回 | 2023年8月22日 | 920m  | アルカウン       | 牝6  | 金沢   | 54.7   | 澤田龍哉 | 井樋一也   | 宮崎豊治 |
| 第5回 | 2024年8月22日 | 920m  | ベストリーガード | 牡5  | 名古屋 | 55.0   | 今井貴大 | 角田輝也   | 石瀬浩三 |

競走結果の出典
- ベイスプリント　歴代優勝馬 - 地方競馬全国協会
- JBISサーチ
  - 2020年、2021年、2022年、2023年、2024年